# Буйволовцы
Бу́йволовцы (укр. Буйволівці) — село в Ярмолинецком районе Хмельницкой области Украины.
Население по переписи 2001 года составляло 674 человека. Почтовый индекс — 32114. Телефонный код — 3853. Занимает площадь 2,46 км². Код КОАТУУ — 6825881601.

## Местный совет
32114, Хмельницкая обл., Ярмолинецкий р-н, с. Буйволовцы